# Сепсис
Сепсисът (на старогръцки: σῆψις – „гниене“) представлява синдром на системен възпалителен отговор (ССВО/SIRS) с достатъчно убедителни клинични и/или микробиологични данни за инфекция.
Според старата клинична дефиниция, сепсисът е обща гнойна инфекция на организма, при която от местно гнойно огнище патогенни микроорганизми навлизат в кръвоносната система (сепсис без метастази, септицемия) с възможност за разпространение на инфекцията и образуване на вторични гнойни огнища (сепсис с метастази, септикопиемия).
Сепсисът протича с учестено дишане и сърдечна дейност, фебрилитет или хипотермия, нарушения на съзнанието, смущения в микроциркулацията и многоорганна недостатъчност в тежките стадии, понякога съчетана с консумативна коагулопатия (ДИК синдром).

## Критерии
Днес септичните състояния протичат в значителна степен без ясно гнойно огнище или с отрицателни хемокултури, което създава трудности при поставяне на диагнозата и налага нова дефиниция за сепсис.
През 1992 г. American College of Chest Physicians и Society of Critical Care Medicine създават консенсусна дефиниция за сепсис и въвеждат няколко нови понятия: синдром на системен възпалителен отговор (ССВО/SIRS), бактериемия, сепсис, тежък сепсис, септичен шок, синдром на многоорганна недостатъчност (СМОН/MODS). Според този консенсус критерии за сепсис са:
- ССВО (поне два от четири)
  - температура над 38 °C или под 36 °C
  - тахикардия над 90/min
  - тахипнея над 20/min или PaCO2 под 32 mmHg
  - левкоцитоза над 12 000/mm³ или левкопения под 4 000 mm³ или над 10% незрели неутрофилни гранулоцити в периферна кръв
- доказан инфекциозен причинител

## Класификация
Клиничното развитие на сепсиса се класифицира в няколко форми:
- сепсис – синдром на системен възпалителен отговор обусловен от инфекциозна причина
- тежък сепсис – сепсис със синдром на многоорганна недостатъчност
- септичен шок – тежък сепсис със системна артериална хипотония, неповлияваща се от обемно заместване и изискваща медикаментозно лечение

### Реактивност на организма
Според скоростта на развитие на клиничната картина, следствие от реактивността на организма към инфекцията, сепсисът условно се разделя на:
- мълниеносен
- остър
- подостър
- хроничен
- рецидивиращ

### Етиологияна инфекциозната причина
- бактериален сепсис
  - стафилококов
  - стрептококов
  - менингококов
  - анаеробен
- вирусен сепсис
  - респираторно-синцитиален вирус
  - херпес вирус
- микотичен сепсис
  - кандида-сепсис